# إلويل ستيفن أوتيس
إلويل ستيفن أوتيس (بالإنجليزية: Elwell Stephen Otis) ، من مواليد 25 مارس 1838م، وتوفي بتاريخ 21 أكتوبر سنة 1909م، وهو جنرال عسكري أمريكي خاض في الحرب الأمريكية الإسبانية والحرب الفليبينية الأمريكية.